# غزوة الخالدي
غزوة الخالدي (19 كانون الثاني/يناير 1943 - 6 حزيران/يونيو 2025)، ممثلة عراقية، بدأت مسيرتها الفنية عام 1965.

## سيرتها
تعد من روَّاد المسرح العراقي حيث قدمت العديد من الأعمال المسرحية التي لاقت نجاحا كبيرا وحققت شهرة واسعة من خلال عملها بالسينما وفي الدراما التلفزيونية، وقد غادرت العراق بعد معارضاتها لنظام صدام حسين حيث هددت بالقتل والاغتيال أكثر من مرة، وهي والدة المذيعة العراقية داليا العقيدي.
اسم "غزوة" أطلقته عليها أمها حين كانت تقرأ عن غزوة بدر، وبعض زملائها كانوا يسمُّونها غزوة بدر، مثل المخرج صبري الرماحي.

## مسيرتها الفنية
عملت في ميادين متنوعة، كالمسرح والسينما والتلفزيون والإذاعة، والكتابة الدرامية. كانت تجد روحها في هذه الميادين خاصة المسرح الذي كان له ثقلاً حقيقياً في اختياراتها، وكما اشتغلت في الإذاعة منذ عام 1972 لتتناغم بها وتؤسس غزوة كما هي. كان أول ظهور لها على خشبة المسرح حين كانت لا تزال طالبة في معهد الفنون الجميلة سنة 1965 في مسرحية (الطوفان).
كان للأستاذ حميد محمد جواد الأثر الكبير في بداياته بأشراكها في مسرحية (هملت)، في الغربة تواصلت غزوة في الكتابة للإذاعة وفي الإخراج الإذاعي أو التلفزي، وكانت موضوعات أعمالها تنصب في معظمها لعرض ومعالجة إشكالات الاغتراب للجالية العراقية وهمومها، وعملت في (راديو سوا).
على صعيد المسرح عملت مع (كاس) مسرحية (الشمس تشرق من هناك) وهي تشبه إلى حد ما الأوبريت وكانت من إخراج الدكتور عبد المطلب السنيد وشارك فيها الفنان فؤاد سالم. عملت لاحقاً مديرة محطة قناة السومرية في عمان، وقدمت فيها برنامجاً عنوانه (كنا هناك).

## أعمالها
- مسرحية الطوفان
- مسرحية هملت
- مسرحية الشمس تشرق من هناك
- برنامج كنا هناك

## وفاتها
توفيت غزوة الخالدي يوم الجمعة 10 ذي الحِجَّة 1446هـ الموافق 6 حزيران/يونيو 2025م، ونعتها نقابة الفنانين العراقيين ببيان صحفي.